# مير أباد (نقدة)
مير أباد هي قرية في مقاطعة نقدة، إيران. يقدر عدد سكانها بـ 258 نسمة بحسب إحصاء 2016.